# Exploding Kittens
Exploding Kittens, в превод от английски „Експлодиращи котенца“, е игра с карти за двама до петима играчи, измислена от Илън Лии и Матю Инман от сайта за комикси The Oatmeal и Шейн Смол.

## История
С проекта за играта тримата оригинално кандидатстват за финансиране от 10 000 долара през платформата за краудфъндинг Kickstarter, като постигат и надминават целта си само за осем минути и на 27 януари 2015, седем дни след началото, проектът наброява над 103 000 поддръжници, поставяйки рекорд за най-голям брой поддръжници в историята на Kickstarter. При завършването на кампанията на 19 февруари 2015 са набрани 8 782 571 долара, инвестирани от 219 382 поддръжници. Кампанията приключва като четвъртата най-добре финансирана кампания на сайта за краудфъндинг. Поддръжниците започват да получават поръчките си в края на юли 2015, и през септември същата година всички поддръжници получават играта.

## Правила
Всички карти се поставят в тесте, с изключение на картите „Defuse“ („спасение“) и „Exploding Kitten“ („експлодиращо котенце“). Тестето се разбърква и всеки играч изтегля четири карти и взима една карта „спасение“. От всички карти „експлодиращо котенце“ се взимат една по-малко от броя на играчите на масата и се поставят на случайни места в тестето. Оставащите карти „спасение“ също се разбъркват в тестето. След това се определя реда на играчите.
Когато дойде редът му, всеки играч може да изиграе колкото иска карти от ръката си (включително нула), преди да изтегли най-горната карта от тестето. Играчите не трябва да казват едни на други какви карти държат в ръка. Изиграните карти се слагат на отделна купчинка и не се връщат в играта.
В играта участват следните карти:
- Exploding Kitten („експлодиращо котенце“): Елиминира играча, който изтегли картата. Последният неелиминиран с тази карта играч печели играта.
- Defuse („спасение“): Позволява на играч, който е изтеглил „експлодиращо котенце“, да се спаси еднократно. Играчът връща в тестето картата на случайно място скришно от другите играчи.
- Nope („не“): Играчът, който държи картата „не“ се противопоставя с нея на действието на карта, изиграна от друг играч на ход, с изключение само на картите „експлодиращо котенце“ или „спасение“. Картата „не“ може да се използва от всеки играч по всяко време, но действието ѝ може да се анулира от друга карта „не“, с която друг играч отговори.
- Attack („атака“): Позволява на играча, който я извади, да пропусне ход и атакува следващия по ред играч, като го принуждава да изтегли две поредни карти. Ако атакуваният играч на свой ред обяви „атака“, това му позволява да пропусне двете тегления.
- Skip („пропускане“): Позволява на играча, който я извади, да пропусне хода си. Ако атакуван с картата „атака“ играч, играе с картата „пропускане“, той тегли само една, а не две карти.
- Favor („услуга“): С картата „услуга“ играчът принуждава друг играч да му даде карта по свой избор от своята ръка.
- Shuffle („разбъркване“): Играчът, който играе с тази карта, може да разбърка оставащото тесте, без да има право да поглежда картите, докато ги бърка.
- See The Future („поглед в бъдещето“): Позволява на играча да погледне най-горните три карти от тестето. Това трябва да стане скришом, така че другите играчи да не видят картите, и играчът няма право да съобщава какво е видял.

В добавка към тези карти, има и карти, които сами по себе си нямат определени функции. Във всяко тесте има по пет вида такива нефункционални карти, по четири броя от вид. Когато се съберат две карти от един такъв вид („чифт“), играчът може да ги изиграе едновременно, с което има право да получи една карта по избор от ръката на друг играч (т.е. все едно играе картата „услуга“). Ако събере три карти от един и същ вид, може да поиска точно определен вид карта от ръката на друг играч. С пет различни карти, изиграни на един ход, играчът може да вземе от купчинката с изиграни карти един брой карта „спасение“.